# Vinyols i els Arcs
Vinyols i els Arcs là một đô thị trong comarca Baix Camp, tỉnh Tarragona, cộng đồng tự trị Catalonia, Tây Ban Nha. Dân số năm 2006 là 1.553 người.